# Kandik River
Der Kandik River ist ein ca. 184 Kilometer langer rechter Nebenfluss des Yukon Rivers im Osten des US-Bundesstaats Alaska und im kanadischen Yukon-Territorium.

## Flusslauf
Der Kandik River entspringt in den Höhenrücken des Porcupine Plateaus im kanadischen Territorium Yukon auf einer Höhe von etwa 1180 m. Der Fluss fließt anfangs nach Nordwesten und wendet sich bald nach Westen. Nach 47 km überquert der Fluss die Staatsgrenze nach Alaska und fließt nun nach Südwesten. Bei Flusskilometer 109 trifft der Big Sitdown Creek von Osten kommend auf den Kandik River. Der Kandik River wendet sich allmählich in Richtung Westsüdwest und mündet schließlich im Yukon-Charley Rivers National Preserve in den Yukon River.

## Name
Der Name der Ureinwohner Alaskas für den Fluss wurde 1885 von Lieutenant Frederick Schwatka dokumentiert. Er ist auch als Charley oder Charlie Creek, benannt nach einer ehemaligen Siedlung an der Mündung, bekannt.